# Satanic
 (juin 2018).
Si vous disposez d'ouvrages ou d'articles de référence ou si vous connaissez des sites web de qualité traitant du thème abordé ici, merci de compléter l'article en donnant les références utiles à sa vérifiabilité et en les liant à la section « Notes et références ».
Satanic est un film d'horreur américain réalisé par Jeffrey G. Hunt et sorti en 2016.

## Synopsis
Quatre étudiants sont en route pour le Festival Coachella et décident de s'arrêter quelques jours à Los Angeles. Ils visitent des lieux où des crimes occultes ont été commis. Ils feront la rencontre d’une jeune femme mystérieuse qui va mettre leur vie en péril.

## Fiche technique
- Titre original : Satanic
- Réalisation : Jeffrey G. Hunt
- Scénario : Anthony Jaswinski
- Direction artistique : Mike Conte
- Musique : Jim Dooley
- Production : Lawrence Mattis, Micheal Moren, Sharon Bordas
- Société de production : Circle of confusion, Marvista Entertainment
- Sociétés de distribution : Netflix France (distributeur France)
- Langue : anglais, français, portugais, allemand, espagnol
- Pays d'origine : États-Unis
- Format : couleur
- Genre : Épouvante-Horreur
- Durée : 85 minutes
- Date de sortie : 1er juillet 2016 (États-Unis, en vidéo-sur-demande)
- Interdit aux moins de 16 ans lors de sa sortie en France.

## Distribution
- Sarah Hyland : Chloé
- Justin Chon : Seth
- Steven Krueger : David
- Clara Mamet : Elise
- Sophie Dalah : Alice